# Anna Espinosa
Anna Espinosa es una espía rusa y la némesis de Sydney Bristow. Es un personaje de ficción interpretado por la actriz estadounidense de cine y televisión Gina Torres en la serie de televisión Alias.

## Biografía
Nacida en Cuba, se crio y vivió en la Unión Soviética, Anna fue espía de la KGB hasta el derrumbamiento de la Unión Soviética. Anna es también una seguidora devota de Rambaldi, como evidencia su tatuaje del símbolo de Rambaldi en su mano, y como tal, está obsesionada con la continuación del trabajo de Rambaldi. Aunque sus apariciones en la serie son escasas (solo 6 capítulos) su personaje se ha convertido en un clásico dentro de la serie.
En la primera temporada Anna se convierte en la némesis de Sydney Bristow al tener las mismas misiones y los mismos objetivos pero en organizaciones diferentes. Anna trabajó para el Directorio-K, una organización que fue fundada por exagentes de la KGB y personas poderosas de la antigua Unión Soviética y de Europa del Este que invirtieron su dinero en el comercio del espionaje tras la Guerra fría. El Directorio-K con sede en San Petersburgo, es el principal enemigo del SD-6 en la búsqueda de Rambaldi. Tras la caída del Directorio-K a manos de Irina Derevko, la cual mandó asesinar a sus jefes absorbiendo su organización y sus activos, Anna fingió su propia muerte pasando a ser una asesina profesional vendiendo sus habilidades como agente al mejor postor.
Anna vuelve a escena en la cuarta temporada, contratada por el Frente de Cadmus Revolutionary (una organización creída ser compuesta de antiguos agentes secretos de El Pacto hasta que fue revelado que la organización está bajo el control de Elena Derevko). Anna es contratada para robar una bomba química (posiblemente relacionado con el final de Elena), pero en cambio elimina al líder del CRF'S tras la obtención de la bomba. Anna rescata a Julian Sark y planea vender la bomba, pero Sark la traiciona y ella es capturada por Sydney pasando a estar bajo custodia federal.
Anna volvió para el episodio 100 de la serie, titulado " Sólo hay una Sydney Bristow ". Profeta Cinco, usando sus contactos en el gobierno, fue capaz de asegurar su puesta en libertad. En su primera acción Anna secuestra a Will Tippin en una tentativa de chantajear a Sydney. Gracias a su estrategia Anna obtiene la Página 47 del diario de Rambaldi, representando la profecía sobre La Elegida, las mujeres que llevan la semejanza de Sydney. En el final del episodio, usando el Proyecto Hélice, Profeta Cinco transforma genéticamente a Espinosa en la doble de Sydney gracias a la muestra de ADN que Profeta Cinco había obtenido previamente de Sydney. En este punto Jennifer Garner asumió la representación del papel de Anna Espinosa.
- Datos: Q6271835